# Antje Traue
Antje Traue (Mittweida, 18 januari 1981) is een Duitse actrice. Sinds 2011 is ze vooral werkzaam in Hollywood.

## Filmografie

### Andere films/series
- 2014: Outlier (korte film)
- 2015: Weinberg (televisieserie, 6 afleveringen)

- 2015: Mordkommission Berlin 1 (televisiefilm)
- 2015: Der Fall Barschel (televisiefilm)
- 2016: Close to the Enemy (televisieserie, 3 afleveringen)
- 2016: Despite the Falling Snow
- 2016: Das Jerico Projekt (Criminal)
- 2016: Tempel (televisieserie, 6 afleveringen)
- 2016: Berlin Station (televisieserie, 2 afleveringen)
- 2016: Vier gegen die Bank
- 2017: Kundschafter des Friedens
- 2017: Oasis (televisiefilm)
- 2017: Es war einmal in Deutschland …
- 2017: Rewind – Die zweite Chance
- 2017–2020: Dark (televisieserie, 7 afleveringen)
- 2018: Spielmacher

- 2019: Dead End (televisieserie, 6 afleveringen)
- 2019: Die Freundin meiner Mutter (televisiefilm)
- 2019: Das Ende der Wahrheit
- 2019: Polizeiruf 110: Tod einer Journalistin
- 2020: König der Raben
- 2020: Tatort: In der Familie
- 2021: Gefangen
- 2021: An seiner Seite
- 2021: Am Anschlag – Die Macht der Kränkung (televisieserie)
- 2022: Herzogpark (miniserie)
- 2022: Die Bilderkriegerin (televisiefilm)

## Musical
- 1998–2001: West End Opera … als Vivienne